# エンジニアリング協会
一般財団法人エンジニアリング協会（エンジニアリングきょうかい、Engineering Advancement Association of Japan （ENAA）） は、エンジニアリング産業の社会的プレゼンスを高めることことを目的とした東京都港区の一般財団法人である。